# Sean Callery
Pour les articles homonymes, voir Callery.
Sean Callery est un compositeur pour le cinéma et la télévision principalement connu pour avoir écrit la musique originale de la série 24h. Il a également collaboré au jeu vidéo paru en 2004 007 : Quitte ou double, et la série télévisée La Femme Nikita. Il a également composé la musique pour 24 heures chrono, le jeu, basé sur la série, qui a été créé pour la console de Sony : PlayStation 2. La spécificité musicale de Callery tient dans l'intégration d'instruments, de bruitages et d'effets sonores sophistiqués élaborés par ordinateur.

## Biographie
Callery est né à Hartford (Connecticut). Il grandit à Bristol, Rhode Island et commence très tôt le piano. Tout en apprenant la musique classique, il joue au piano dans des clubs de jazz le week-end et apprend par lui-même différents genres musicaux, mais également d'autres instruments tels que le trombone et le tuba. Il étudie au conservatoire de Nouvelle-Angleterre, où il obtient un diplôme de piano en 1987. Callery étudie également la composition. Pendant qu'il travaille au département audio de l'école pour pouvoir payer ses études, il s'intéresse aux nouvelles technologies qui sont alors en train de naître.
À la fin de 1987, Callery déménage à Los Angeles afin de travailler pour New England Digital, la société qui commercialisait le synthétiseur Synclavier, tout en poursuivant sa carrière musicale. Il entraîne beaucoup de compositeurs à l'usage de cette nouvelle technologie musicale, parmi lesquels Alan Silvestri, James Newton Howard, Herbie Hancock et Mark Snow. À cette époque, il commence également à créer et arranger des chansons pour différents artistes et projets.
En 1989, il compose la musique du spectacle Siegfried & Roy à Las Vegas. En 1990, il travaille avec John Farrar sur le téléfilm de NBC A Mom for Christmas. Il travaille en tant que sound designer sur les séries Star Trek : Deep Space Nine ce qui lui vaut une nomination aux Emmy. En 1996, Snow présente Callery au producteur exécutif Joel Surnow. Il est alors embauché pour la composition musicale de la série de USA Network, La Femme Nikita qui est diffusée pendant 5 saisons de 1997 à 2001.
Tout de suite après La Femme Nikita, Callery collabore à nouveau avec Surnow pour la série télévisée 24. Pour son travail sur cette série, il reçoit un Emmy Award en 2003 et 2006.
En plus de son travail sur 24, Callery réalise la musique de la série télévisée Treasure Hunters sur NBC.

## Filmographie
- 2022 : (Halo) de kyle killen et steven kane
- 2021 : Le Vétéran (The Marksman) de Robert Lorenz
- 2016 : Bull
- 2015 : Jessica Jones
- 2012 : Elementary
- 2011 : Homeland
- 2011 : Les Kennedy
- 2008 : Bones
- 2007 : The 1/2 Hour News Hour
- 2006 : Le Prix de la différence (Not Like Everyone Else) (TV)
- 2006 : Shark
- 2005 : Medium
- 2001-2010 : 24
- 2000 : Sheena, Reine de la Jungle
- 2000 : Blowback
- 1997 : La Femme Nikita
- 1994 : Star Trek : Générations (technicien du son)
- 1993 : Star Trek : Deep Space Nine (technicien du son)
- 1992 : Boomerang (technicien du son)
- 1990 : A Mom for Christmas (Une maman pour Noël) (TV) de George Trumbull Miller

## Discographie
- 2008 : 24 Heures chrono : Redemption (Original Television Soundtrack)
- 2005 : The Longest Day (Armin van Buuren Remixes)

## Distinctions
Récompenses
- Emmy Awards
  - 2003 & 2006 pour 24
- ASCAP Film and Television Music Awards
  - 2003 & 2006 pour 24

Nominations
- Emmy Awards : 6 nominations